# Empresas Polar

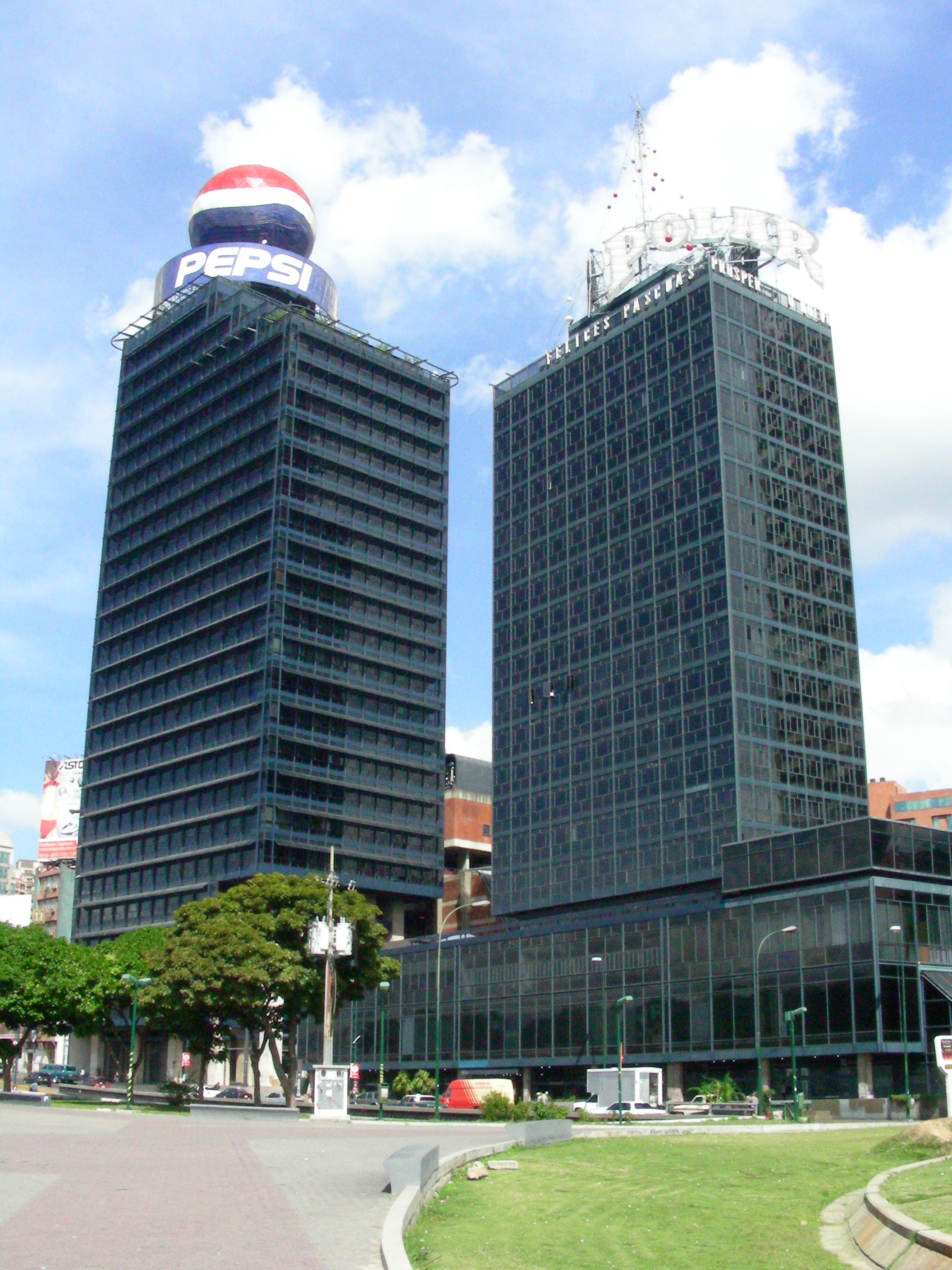
Polar Türme in Caracas, Hauptverwaltungssitz der Empresas Polar (2007)

Empresas Polar ist ein 1941 gegründeter Lebensmittelkonzern aus Venezuela. Es ist nach Petróleos de Venezuela das zweitgrößte Wirtschaftsunternehmen, geführt als Familienunternehmen in  der dritten Generation von Lorenzo Mendoza, dem Enkel des gleichnamigen Gründers.
Die Regierung Hugo Chávez und Nicolás Maduro ist oft in Konflikt mit Empresas Polar und selbst mit ihren Arbeitern geraten. Chávez hatte mehrmals gedroht, die Firma zu enteignen. Ihre Arbeiter verdienen aber in der Regel beträchtlich besser als die durchschnittlichen Venezolaner und haben sich immer dagegen widersetzt. Im April 2016 musste Polar die Bierproduktion wegen fehlender Gerste zeitweise einstellen. Die Regierung habe ihr dafür nicht die notwendige Importgenehmigung gegeben. Präsident Maduro warf Polar dagegen vor, sich am angeblichen Wirtschaftskrieg der Privatwirtschaft gegen die sozialistische Regierung zu beteiligen. Anfang Juni konnte die Produktion dank eines 35-Millionen-Dollar-Darlehens der spanischen Bank BBVA wieder aufgenommen werden.
Die drei wichtigsten Firmen sind:
- Brauerei Polar
- Alimentos Polar
- Pepsi Polar